# Charles Contaut
Pour les articles homonymes, voir Contaut.
Charles Gaspard Contaut est un homme politique français né le 11 janvier 1802 à Épinal (Vosges) et décédé le 21 décembre 1891 à Neufchâteau (Vosges).

## Biographie
Fils d'un employé de préfecture des Vosges, Charles Contaut devient membre de la loge maçonnique d'Épinal en 1828 qui disparait en 1830. L'année suivante, il se bat en duel avec le lieutenant Gerbaut, rédacteur du journal spinalien la Sentinelle, républicain avancé. Ils se blessent et se réconcilient. 
En 1831, Charles est percepteur des contributions directes, puis négociant à Neufchâteau, il est maire de la ville en 1848 pendant très peu de temps puis en août il est élu conseiller général du canton de Neufchâteau comme démocrate-socialiste. En mai 1849, il est condamné en correctionnelle pour avoir affiché un imprimé sans autorisation et entretient des relations avec le journal Le Peuple vosgien, publié à Remiremont et diffusé dans tout le département jusqu'en février 1851. Il est déchu de ses mandats après le coup d’État du 2 décembre 1851 et reste sous veille constante jusque 1858. Il continue de participer à des réunions républicaines et fonde en 1860 une nouvelle la loge maçonnique à Neufchâteau et devient le vénérable puis en 1862 participe à la création de celle d'Épinal. Durant le débat sur la suppression du déisme il est directement pour cette suppression. En mai 1869, il se présente comme candidat « démocrate » face à Jules Aymé de la Herlière, Maurice Aubry et Charles Pasquier de Dommartin mais n'obtient que 3,81 % des voix. Après la proclamation de la République le 4 septembre 1870, il retrouve son poste de maire de Neufchâteau mais pour un temps encore une fois très réduit, il devient représentant des Vosges, de 1871 à 1876, siégeant au Centre gauche. Il se représente en février 1876 face à un autre républicain qui le bat. Il se retire alors de la vie politique tout en restant membre de la loge maçonnique de Neufchâteau.